# Pristomyrmex africanus
Pristomyrmex africanus es una especie de hormiga del género Pristomyrmex, tribu Crematogastrini, familia Formicidae. Fue descrita científicamente por Karavaiev en 1931.
Se distribuye por Angola, Burundi, Camerún, República Centroafricana, República Democrática del Congo, Gabón, Ghana, Costa de Marfil, Kenia, Sudán, Tanzania, Togo y Uganda. Se ha encontrado a elevaciones de hasta 2500 metros. Habita en selvas tropicales y bosques primarios.